# Zygophyllum fabago
Zygophyllum fabago är en pockenholtsväxtart som beskrevs av Carl von Linné. Zygophyllum fabago ingår i släktet Zygophyllum och familjen pockenholtsväxter.

## Underarter
Arten delas in i följande underarter:
- Z. f. dolichocarpum
- Z. f. fabago
- Z. f. orientale